# Emilia Fogelklou
Emilia Maria Fogelklou-Norlind, född 20 juli 1878 i Simrishamn på Österlen, död 26 september 1972 i Uppsala, var en svensk pedagog, teolog, religionshistoriker och författare. Hon blev filosofie kandidat 1906, teologie kandidat (den första kvinnliga i Sverige) 1909, och teologie hedersdoktor (också den första kvinnliga), i Uppsala 1941.

## Biografi
Emilia Fogelklou var femte barnet till häradsskrivare Johan Fogelklou och hans hustru Maria, född Persson. År 1899 tog hon sin studentexamen vid Högre lärarinneseminariet i Stockholm.
En dag i maj 1902 då Fogelklou satt på en bänk på Föreningsgatan i Göteborg  fick hon en vision som kom att prägla hennes liv, ett ljus som hon tolkade som Den Stora Barmhärtigheten. Hon kände sig förlöst och fruktan försvann.
Fogelklou arbetade som lärare i 20 år med avbrott för vidareutbildning. 1922 gifte hon sig med kulturgeografen Arnold Norlind. De fick bara sju år tillsammans, Norlind dog 17 februari 1929. Fogelklou gav ut boken Arnold 1944.

### Pedagog
Fogelklou fick sin första lärartjänst i Landskrona vid elementarläroverket för flickor 1899. Hon stannade i två år och fick sedan ett erbjudande om en tjänst vid den nyöppnade högre samskolan i Göteborg. Med det nya seklet kom en ny syn på barnuppfostran i Ellen Keys anda, vilket tilltalade Fogelklou. Därefter påbörjade hon vidareutbildning vid Göteborgs högskola.
1911 accepterade Fogelkou en lärartjänst vid Djursholms samskola, där Natanael Beskow var rektor. Hon var bland annat lärarinna i kristendom och brottades med den ortodoxa kursplanen. Beskow, som lämnat statskyrkan och ibland predikade i Djursholms kapell, stöttade henne. Fogelklou var en engagerad pedagog och uppskattades av eleverna. Hon ville få barnen att tänka fritt och ta ansvar.
1916 blev hon erbjuden en lärartjänst vid den nya folkhögskolan på Birkagården i Stockholm. Birkagården var en hemgård som hade startats av Beskow och Ebba Pauli 1912. Birkagården blev som ett andra hem för Fogelklou.
Efter kriget måste Fogelklou söka ett mer avlönat arbete för att kunna försörja både sin mor och sig själv. Hon fick en tjänst som lektor vid folkskollärarseminariet i Kalmar 1918. Men även där brottades hon med kristendomsundervisningen och skrev en egen kursplan.
År 1923 tog hon avsked från lektoratet och ägnade hon sig helt åt författarskap och föreläsningsverksamhet. Hon föreläste först vid Socialinstitutet och Stockholms högskola, och senare som gästföreläsare vid Kvinnliga medborgarskolan vid Fogelstad fram till 1934.

Fogelklous mötesplatser
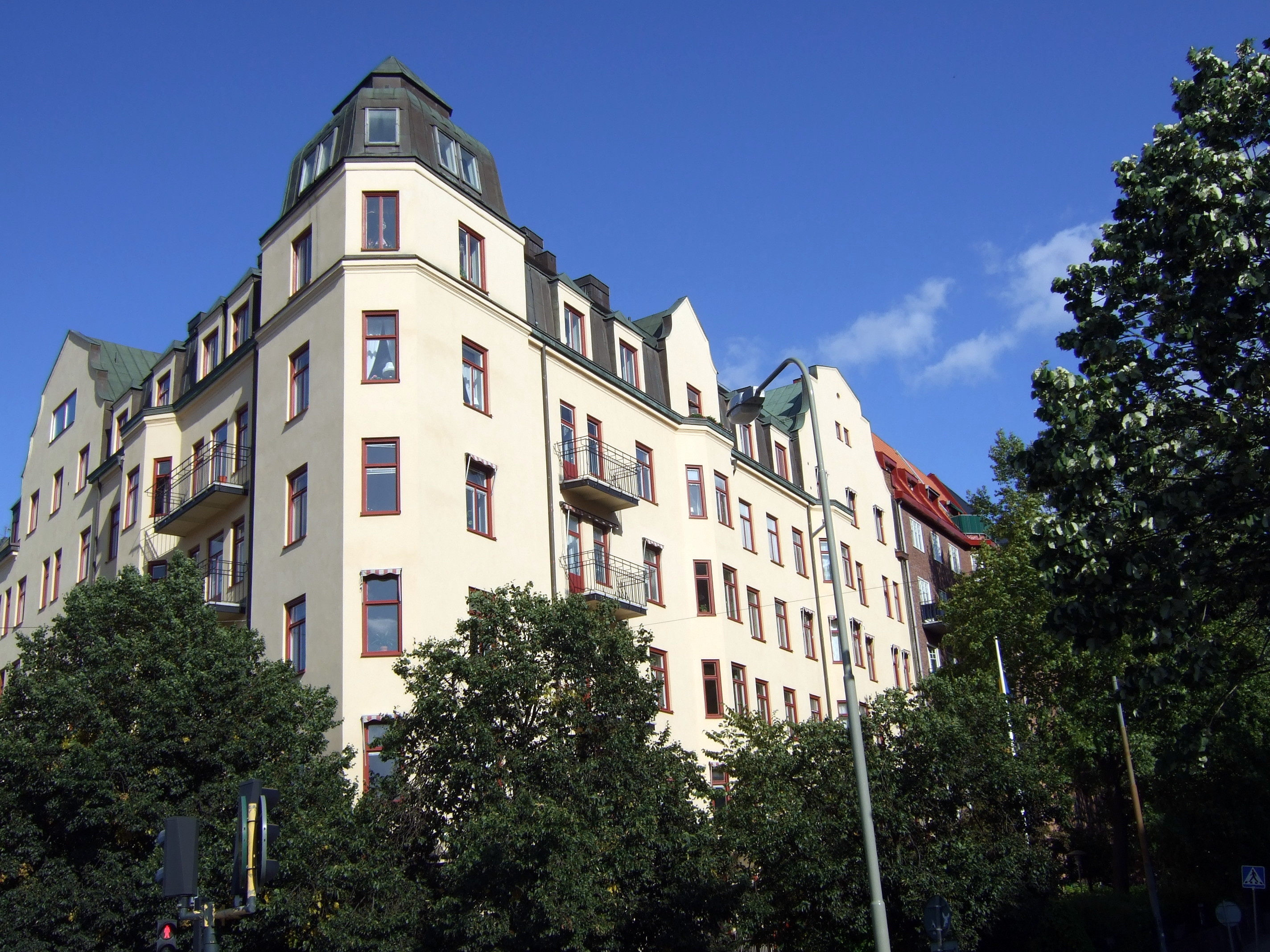
Birkagården
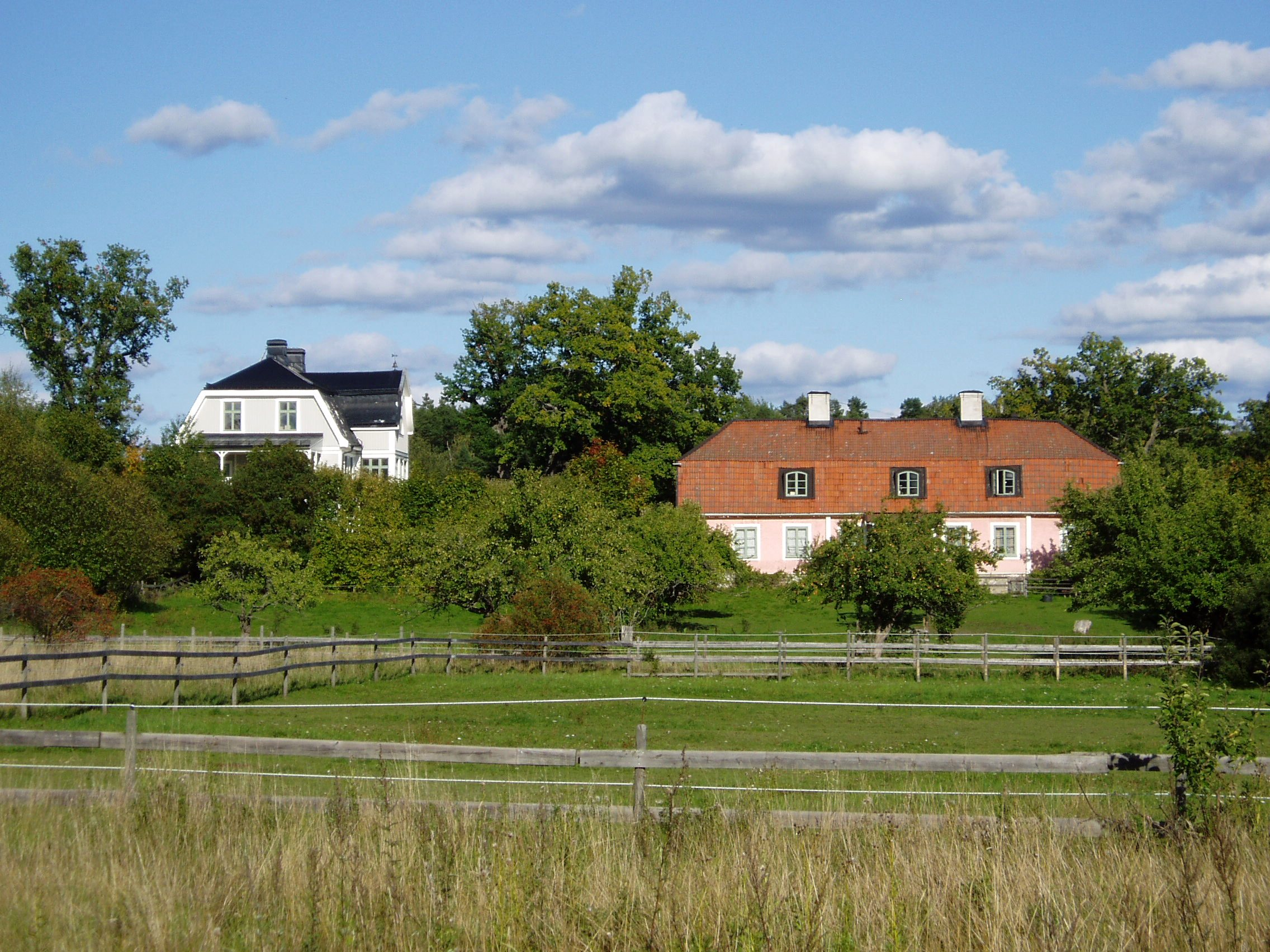
Viggbyholm
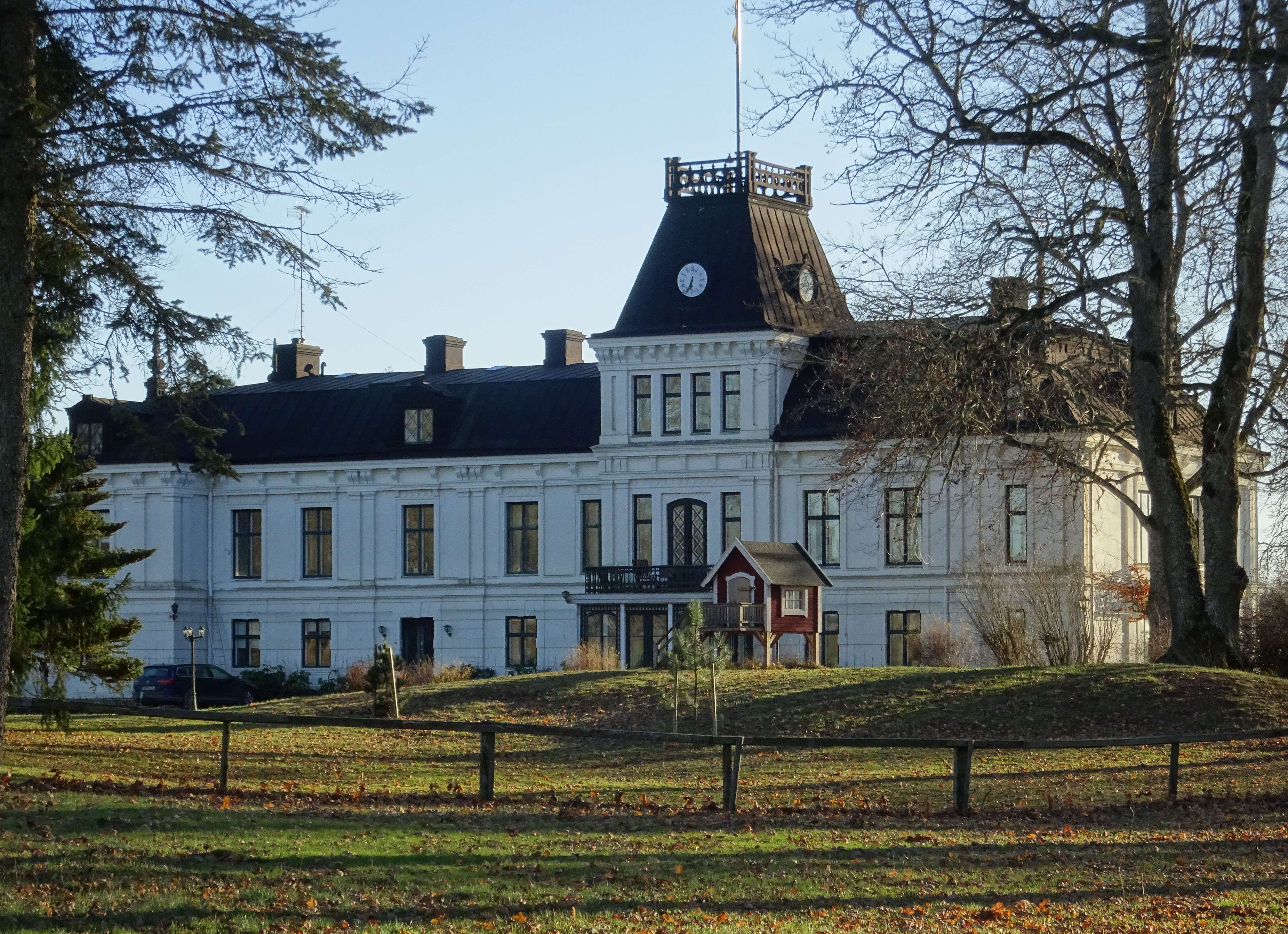
Fogelstad

### Vidareutbildning
Fogelklou studerade sociologi vid Göteborgs högskola. 1906 flyttade hon till Uppsala och tog en filosofie kandidatexamen i fem ämnen på ett år: litteraturhistoria, religionshistoria, pedagogik, teoretisk och praktisk filosofi. Hon fortsatte att studera religionsvetenskap under Nathan Söderblom och tog teologie kandidatexamen som första kvinna 1909. Hon fick ett stipendium från Olaus Petristiftelsen för studier av ”aktuella filosofiska rörelser” i England, Frankrike och Italien.
1930 fick Fogelklou Sverige-Amerikastiftelsens stipendium studier i sociologi och tillämpad psykologi vid Columbia University.

### Teolog
Fogelklou var den första kvinnan i Sverige som tog teologie kandidatexamen 1909. Hon hade ingen ambition att bli präst, men argumenterade för att kvinnor skulle få tillträde till ämbetet. Hon ville hellre skriva och undervisa och blev kristendomslärare i Djursholms samskola (1911-1916). Fogelklou ville förmedla och förklara den religiösa erfarenhetens innersta väsen. Det hände att hon predikade i kapellet där Natanael Beskow var predikant. Hon var en sökare och mystiker och var alltid beredd till dialog med oliktänkare.

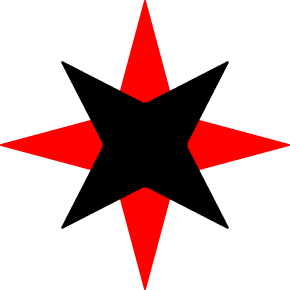
Kväkarstjärnan

År 1927 började kväkarandakter anordnas på Birkagården genom Dagny Thorvalls försorg. Fogelklou deltog i dessa andakter och några år senare sökte hon och Thorvall medlemskap i det engelska Society of Friends. Kväkarrörelsens dogmfrihet sammanföll med hennes egen religiösa syn. Den svenska gruppen av vänner började sakta växa och Fogelklous vän Elin Wägner kom med 1936 som medlem nummer 25. Society of Friends godkände ansökan och den svenska sektionen av Kväkarna bildades.
År 1938 utlyste Uppsala universitet en professorstjänst i religionshistoria och Fogelklou lockades av någon utomstående att söka tjänsten. Hon missuppfattade dock professurens inriktning och blev tillsammans med flera andra sökande inkompetensförklarad, vilket tog henne hårt. Tre år senare, 1941, blev hon utnämnd till teologie hedersdoktor av teologiska fakulteten i Uppsala.

### Resor
Fogelklou intresserade  sig för andra länders kulturer och genomförde många utlandsresor. 1910 fick hon ett resestipendium från Olaus Petristiftelsen och kunde under ett år resa i Europa.
I London mötte hon Friedrich von Hügel, en katolsk lekman, i samtal om moderna strömningar inom katolska kyrkan. Hon besökte också East Ends slumkvarter och studerade Settlementrörelsen, som blev modell för Birkagården 1912.
I Paris bodde Fogelklou på ett slitet pensionat nära Pantheon och stannade till vid Rodins Tänkaren. Varje dag gick Fogelklou till Louvren och fascineras av segerstatyn Nike från Samothrake. Hon kom i kontakt med Le Sillon, en rörelse som försökte påverka katolska kyrkan i riktning mot socialism.
Under tiden i Italien beundrade Fogelklou konsten och arkitekturens skönhet i Rom. Hon deltog i en internationell filosofisk konferens i Bologna och reste sedan till Siena där hon fördjupade sin kunskap om det medeltida helgonet Katarina av Siena.
Sommaren 1913 reste Fogelklou till Island med väninnan Herta Svensson. Efter möten i Köpenhamn tog de båt till Reykjavik. På Island studerade hon övergången från asatro till kristen tro.
Våren 1915 reste hon med tåg genom ett krigshärjat Europa för att deltaga vid en internationell rösträttskonferens  i Haag som en av 13 svenska deltagare. 1100 kvinnor från både stridande och neutrala länder hade samlats för att protestera mot det pågående första världskriget. Fogelklou knöt nya kontakter med bland annat Elin Wägner.
Ett Zornstipendium från Sverige-Amerikastiftelsen möjliggjorde en resa för studier i sociologi i det mångkulturella och segregerade amerikanska samhället. I september 1930 fick hon logi på International House of New York och deltog i de akademiska kretsarna vid Columbia University.
1933 studerade Fogelklou vid Woodbrooke College i Birmingham, England.

### Fredsarbete

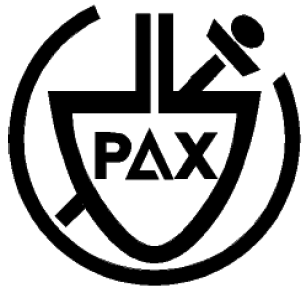
Logotypen för fredsorganisationen Internationella Arbetslag, IAL

Hon deltog tidigt i fredsarbetet och deltog vid Haagkongressen 1915 då Internationella kvinnoförbundet för fred och frihet bildades.
När hon blev kväkare fick hon kontakt med Per Sundberg, som var rektor för internatskolan i Viggbyholm. Skolan blev en samlingspunkt för många fredsaktivister under 1930-talet. I början av 1937 anordnades en fredskonferens, där militärer och radikalpacifister kom till tals med varandra.
Under andra världskriget började Fogelklou engagera sig i hjälp till flyktingar. Hon träffade 1942 Wolfgang Sonntag som föreslog bildande av internationella arbetslag för återuppbyggnadsarbeten så fort kriget tagit slut. Ett möte anordnas på Viggbyholmsskolan med bland annat Per Sundberg och Gunnar Cederschiöld och svenska Internationella arbetslag och ”Fredshögskolan” bildades.
Efter andra världskriget var Fogelklou kurator vid ett flyktingläger på Visingsö för 300 polskor från tyska koncentrationsläger.

### Senare år
En av hennes vänner var Florrie Hamilton och Fogelklou bodde 1946–1951 i en av byggnaderna på Högfors herrgård och skrev där den självbiografiska Barhuvad (1950). Hon startade familjeterapeutisk verksamhet i Norberg och Västerås, och utnämndes till hedersledamot av Svenska föreningen för psykisk hälsa. Urval av brev 1945–1971 mellan Fogelklou och Hamilton har givits ut.
Sina sista år bodde Fogelklou på ålderdomshemmet Andreas And i Uppsala. Hon avled där i september 1972. Makarna Norlind är begravda på Västra Alstads gamla kyrkogård.
Hundraårsjubileet av Fogelklous teologie kandidat-examen firades 15 september 2009 med lunch och seminarier vid teologiska institutionen vid Uppsala universitet.

## Författarskap
Fogelklou gav ut ett trettiotal böcker och flera småskrifter, bland annat fyra essäsamlingar med studier i filosofiska, religiösa, litterära ämnen och tre större arbeten om kristna mystiker. Hennes religiösa författarskap är omfattande och har haft stor betydelse. En särställning intar hennes självbiografiska verk. Hennes bok om maken, kulturgeografen Arnold Norlind (Arnold, 1944), anses stå högst i hennes författarskap.[källa behövs] Intressanta är också hennes brev, till exempel brevväxlingen med Elin Wägner (Kära Ili, käraste Elin, utgiven av Gunnel Vallquist 1989).

## Priser och utmärkelser
- 1932 – De Nios Stora Pris för Den allra vanligaste människan.[28]
- 1943 – Sigtunastiftelsens författarstipendium
- 1964 – Eldh-Ekblads fredspris